# Tuapse

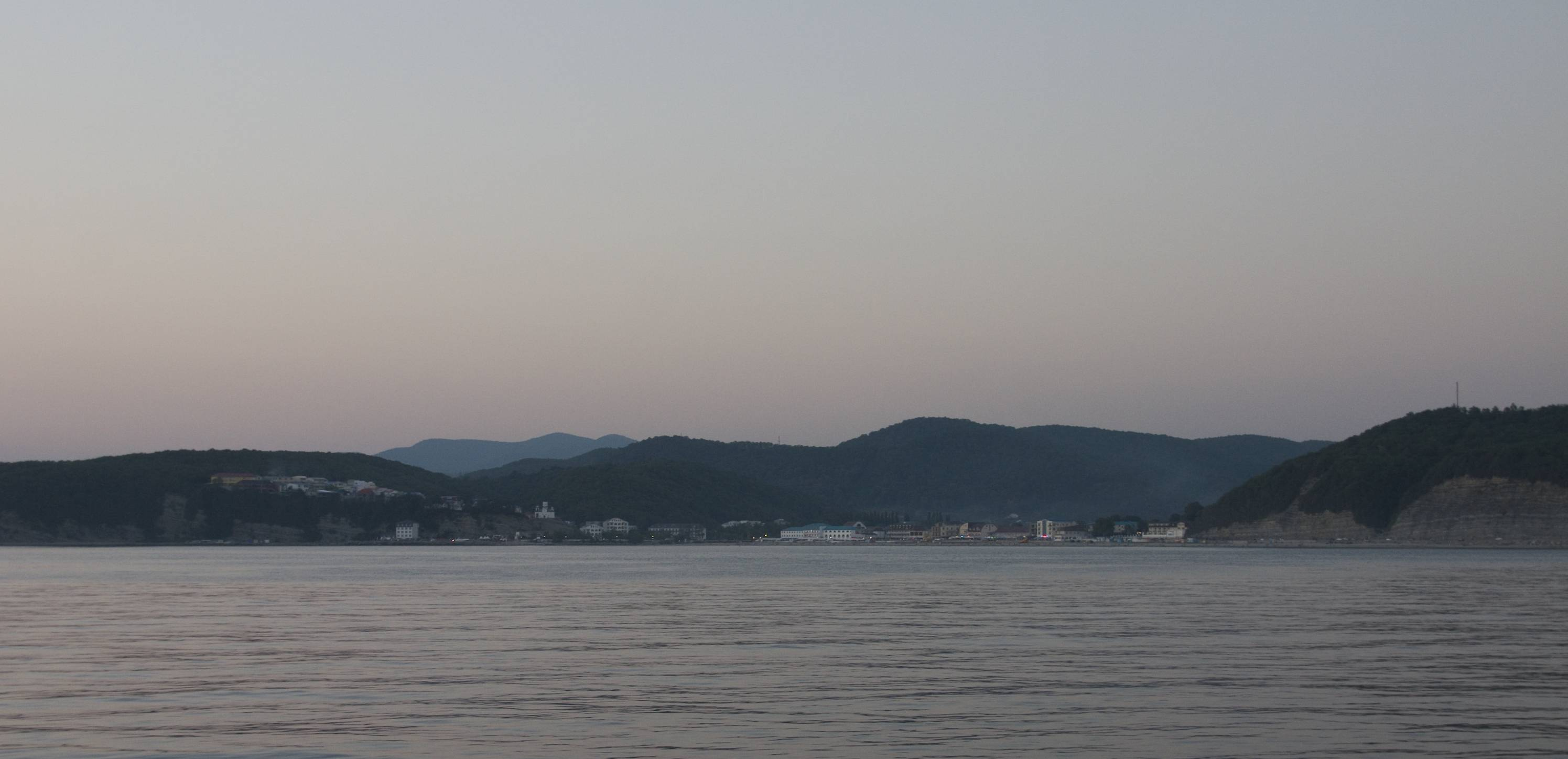
A região costeira da cidade.

Tuapse (em russo:  Туапсе́) é uma cidade de Krasnodar Krai, Rússia, situada a nordeste do Mar Negro, sul de Gelendzhik e ao norte de Sochi. É o centro administrativo do Distrito de Tuapsinsky. A cidade possui um porto e zonas de resort ao leste que se estendem ao sul de Sochi. O ex-campeão mundial de xadrez Vladimir Kramnik e a Miss Universo 2005 Natalie Glebova nasceram no local.

## Geminações
- Hrodna, Hrodna, Bielorrússia [1]